# Doc Hastings

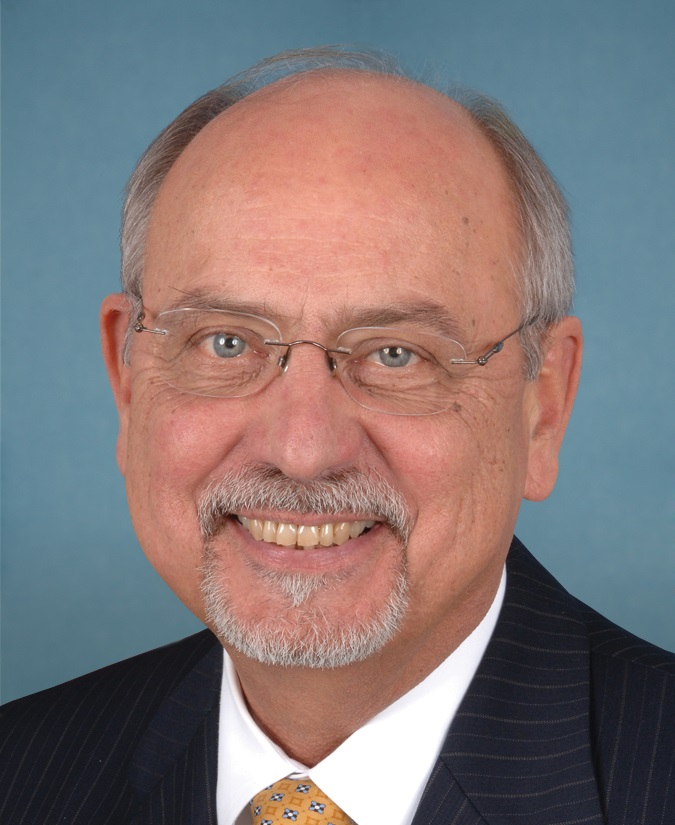
Doc Hastings

Richard Norman „Doc“ Hastings (* 7. Februar 1941 in Spokane, Washington) ist ein US-amerikanischer Politiker der Republikanischen Partei und ehemaliges Mitglied des US-Repräsentantenhauses für Washington.

## Biografie
Nach dem Besuch der High School von Pasco studierte er zwischen 1959 und 1961 zunächst am Columbia Basin College und später von 1963 bis 1964 an der Washington State University. Neben der Ableistung seines Militärdienstes bei der US Army Reserve von 1963 bis 1969 war er als Wirtschaftsmanager tätig. Daneben war er von 1967 bis 1976 Mitglied sowie von 1973 bis 1974 Direktor der Organisation United States Junior Chamber (Jaycees).
Seine politische Laufbahn begann er mit der Wahl zum Mitglied im Repräsentantenhaus von Washington (Washington House of Representatives), dem er als Vertreter der Republikaner von 1979 bis 1987 angehörte. Daneben war er 1976, 1980 und 1984 Delegierter bei den Republican National Conventions zur Aufstellung der Präsidentschaftskandidaten seiner Partei.
Nachdem er 1992 erfolglos gegen Jay Inslee um ein Mandat im US-Repräsentantenhaus kandidiert hatte, wurde er 1994 gegen Inslee erstmals zum Abgeordneten gewählt und vertrat nach neun anschließenden Wiederwahlen vom 3. Januar 1995 bis zum 3. Januar 2015 den vierten Kongresswahlbezirk Washingtons. Zwischen 2005 und 2007 war er Vorsitzender des Ausschusses für ethische Standards (US House Committee on Standards of Official Conduct), welcher ethische Standards für Abgeordnete festlegt und  eventuelle Verstöße dagegen untersucht. Von 2011 bis 2015 war Hastings Vorsitzender des Ausschusses für Natürliche Ressourcen (US House Committee on Natural Resources). Im Jahr 2014 verzichtete er auf eine Wiederwahl. Sein Nachfolger wurde mit Dan Newhouse erneut ein Republikaner.